# Salacia korthalsiana
Salacia korthalsiana är en benvedsväxtart som beskrevs av Friedrich Anton Wilhelm Miquel. Salacia korthalsiana ingår i släktet Salacia och familjen Celastraceae. Inga underarter finns listade.